# 1,2-dodecanodiol
El 1,2-dodecanodiol, llamado también laurilglicol, es un diol de fórmula molecular C12H26O2. Es isómero de posición del 1,12-dodecanodiol pero, a diferencia de este, es un diol vecinal con dos grupos funcionales hidroxilo en las posiciones 1 y 2 de la cadena carbonada de doce átomos. Es una molécula quiral dado que el átomo de carbono de la posición 2 es asimétrico. 

## Propiedades físicas y químicas
El 1,2-dodecanodiol es un sólido blanco que tiene su punto de fusión a 58 °C y su punto de ebullición entre 280 °C y 315 °C (cifra aproximada).
Posee una densidad inferior a la del agua, 0,922 g/cm³.
El valor estimado del logaritmo de su coeficiente de reparto, logP ≃ 3,6 - 4,0, indica una solubilidad considerablemente mayor en disolventes apolares que en agua.
Es un compuesto incompatible con agentes oxidantes y es combustible, teniendo su punto de inflamabilidad a 135 °C (valor estimado).

## Síntesis y usos
El 1,2-dodecanodiol puede sintetizarse por dihidroxilación del 1-dodeceno utilizando peróxido de hidrógeno en ácido fórmico.
El empleo de un catalizador de osmio, preparado por impregnación húmeda de OsCl3·3H2O en una superficie de micro-magnetita, permite alcanzar un rendimiento del 98%.
Este diol también se puede obtener a partir del 2-hidroxidodecanotioato de metilo —el cual se sintetiza desde el dodecanal— por tratamiento con hidruro de litio y aluminio (LiAlH4) en éter a reflujo durante 3 horas.
Asimismo, el tratamiento de 2-deciloxirano con agua caliente y 1,4-dioxano da como resultado la formación de 1,2-dodecanodiol.
El 1,2-dodecanodiol se emplea para reducir sales de cobalto con el fin de producir nanopartículas de este metal —o de aleaciones del mismo— empaquetadas de forma hexagonal.
En este contexto, se le ha estudiado en relación con la formación selectiva de óxido de hierro en películas finas, habiéndose encontrado que la estructura del óxido puede ser controlada por medio de la polimerización hidrolítica de complejos aquo-hierro usando dioles como ligandos polidentados. A diferencia de otros dioles de cadena más corta (como 1,2-pentanodiol o 1,2-hexanodiol), el uso del 1,2-dodecanodiol permite crear una película transparente de γ-Fe2O3 con propiedades magnéticas.
El 1,2-dodecanodiol, al igual que otros 1,2-dioles de cadena larga, tiene propiedades antimicrobianas.
Por este motivo se ha utilizado, en combinación con ciertos alcoholes aromáticos, en composiciones útiles en la desinfección de superficies duras, en la fabricación de limpiadores desinfectantes y en la conservación de preparaciones antisépticas para la limpieza de la piel.
También se le incluye en composiciones para la profilaxis y el tratamiento de infecciones por dermatofitos, hongos especializados que crecen en la piel, cabello y uñas.
Otra posible aplicación del 1,2-dodecanodiol tiene que ver con su capacidad para combatir la pediculosis de la cabeza (infestación por piojos). Se piensa que este diol —así como el 1,2-octanodiol y el 1,2-decanodiol— es capaz de romper el lípido cuticular del insecto, lo que resulta en la deshidratación del mismo y, en consecuencia, en la eliminación de la infección.